# إينو ليتمان
إينو ليتمان (بالألمانية: Enno Littmann)‏ ( 1292 - 1377 هـ / 1875 - 1958 م ) هو مستشرق ألماني.
ألف بالعربية كتباً منها «قصص في اللغة العربية الدارجة».

## روابط خارجية
- إينو ليتمان على موقع مونزينجر (الألمانية)
- إينو ليتمان على موقع ميوزك برينز (الإنجليزية)